# Counter-Strike
Counter-Strike (també conegut com a CS) és un videojoc d'acció en primera persona per equips, els terroristes i els antiterroristes. Es va concebre originalment com un joc de tipus multijugador (ja sigui en Lan o en línia. Counter-Strike és una modificació completa del joc Half-Life, realitzada per Minh Le i Jess Cliffe que van llançar la primera versió el 18 de juny de 1999. L'última versió del joc és la 1.6, que des de la seva sortida oficial el 15 de setembre de 2003 ha tingut un èxit immens a Internet, fent del joc d'acció en primera persona en línia més jugat, davant de jocs de creació més recents, com la seva nova versió, Counter-Strike: Source (o Cs: S) basat en el motor Source que s'havia desenvolupat per al joc Half-Life 2.
La seva última versió es Counter-Strike: Global Ofensive.

## El joc
L'acció de Counter-Strike es desenvolupa en rondes d'una durada màxima de 9 minuts, en la qual un equip de terroristes s'enfronta a un equip d'antiterroristes. L'equip guanyador és el que compleixi tots els seus objectius, destrucció de material o l'eliminació de tots els jugadors de l'altre equip. Si al final de la ronda no hi ha victòria directa d'un dels dos equips, l'equip que ha no realitzat els seus objectius perd per eliminació.
Tots els jugadors comencen amb la mateixa quantitat de punts de vida i la quantitat de punts d'armadura que van aconseguir conservar durant la ronda anterior sempre que no en comprin una de nova. Quan els danys són causats pels trets dels seus adversaris o els seus companys -si hi ha foc amic- (els companys causen menys dany, però poden matar igualment), així com per una caiguda violenta, els punts de vida del jugador disminueixen. Els trets es poden localitzar en diferents parts del cos (braç dret i esquerre, cama dreta i esquerra, tors, i cap), i causen més o menys danys segons el lloc afectat, sabent que un tret al cap o headshot (en anglès) és sovint mortal. La pèrdua de punts de vida sol causa una petita disminució en els moviments del terrorista o de l'antiterrorista que hagi rebut el dany. Quan la totalitat dels punts de vida s'acaben, el jugador mor.
Contràriament a la majoria dels de jocs d'acció en primera persona en línia basats en el deathmatch, en el qual els jugadors morts ressusciten immediatament després de la mort, a Counter-Strike en morir han d'esperar que acabi la ronda següent en mode espectador, i tornen a aparèixer en la següent.
Als mapes oficials s'equipa el jugador bàsicament d'una pistola i d'un ganivet. El jugador també pot comprar altres armes i equipaments útils com una armilla antibales, granades, equips de desactivació de bombes, ulleres de visió nocturna, etc.; tot depenent de les condicions del joc, durant un període limitat de temps i a les zones previstes a tal efecte. Al principi del joc el jugador té la possibilitat d'elegir el seu equip: terrorista o antiterrorista dins del límit dels llocs disponibles o elegir ser espectador. Si un equip posseeix molts més jugadors que l'altre un autoequilibri pot tenir lloc en la següent ronda si es configura el servidor per a això; qualsevol sigui el seu equip el jugador comença amb 800 $ (quantitat per defecte). Durant les rondes el jugador guanya diners si mata un enemic, si compleix un objectiu, si el seu equip guanya la ronda, si col·loca la bomba i aquesta esclata, si allibera un ostatge o si li demana seguir-lo. Un jugador pot perdre també els diners si mata un dels seus companys o un ostatge. En qualsevol cas al principi de la ronda el jugador sempre guanya diners, excepte en cas d'empat. La suma de diners màxima és de 16.000 $.
La finalitat de les partides és el resultat individual del jugador. Aquest té en compte el nombre de frags i el nombre de morts. Els frags a Counter-Strike són lleugerament diferents d'altres jocs d'acció en primera persona; aquests augmenten en el joc de dues maneres, matant els seus adversaris i completant els objectius del joc. Així per exemple un enemic mort dona un frag al que l'ha matat, una explosió o una desactivació de bomba donen tres frags. El suïcidi, l'assassinat d'un company i el canvi d'equip són penalitzats amb un punt menys. El nombre de morts correspon per la seva part a les vegades que el jugador va morir, les quals no afecten el seu nombre de frags.

### Controls i interfície

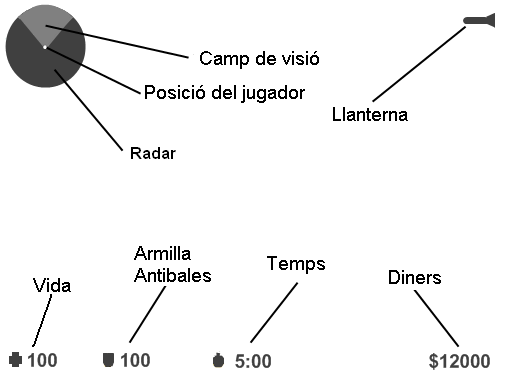
El Hud del joc.

Counter-Strike és un joc que es juga amb el teclat i amb el ratolí. El teclat s'utilitza per a la majoria de les accions - els moviments (avançar, retrocedir, girar a l'esquerra, girar a la dreta, saltar, acotxar-se), la gestió de l'equipament (canviar d'armes, disparar, recarregar, encendre la llanterna) i la comunicació (escrita o oral). El ratolí serveix per dirigir la vista del jugador i de l'arma usant una mira immòbil que és en el centre de la pantalla; també serveix per disparar a l'enemic amb un sol clic esquerre. El jugador també pot activar la funció secundària de l'arma amb el botó dret del ratolí com el zoom per al rifle de franctirador, el silenciador per a la carrabina Maverick M4a1 i per a la pistola Usp o per assestar un cop més fort amb el ganivet. La majoria dels ratolins també estan equipats amb una roda al mig del mateix que serveix per canviar l'arma girant la roda, clar, que es pot fer qualsevol modificació als controls a gust de cada jugador.
La interfície es compon de diferents elements que es distribueixen a la perifèria de la pantalla. En la part superior esquerra es troba el radar que mostra la vista del mapa així com els jugadors de l'equip. En Counter-Strike:Source també es mostra la posició dels oponents que són en el camp de visió dels membres de l'equip a més de la posició de la bomba. Fora d'això en la cantonada superior dreta hi ha una llanterna que il·lumina el camí quan s'activa. A la part inferior de la pantalla el jugador pot veure la seva vida, la seva armadura, la resta de les seves municions, els seus diners i un rellotge que mostra el temps restant abans del final de la ronda.
Altres elements apareixen només quan el jugador pressiona un botó; com el submenú per canviar d'armes, un menú per seleccionar les armes i l'equip (que pot ser desactivat) es posen en relleu a la part superior de la pantalla i mostra les diferents parts del seu arsenal i pot canviar d'un a l'altre visualment. Les armes unes després de l'altra es canvien mitjançant la roda del ratolí en el següent ordre: arma principal, secundària arma, ganivet, granades i bombes. Quan el jugador prem el botó de compra (B per defecte) a la zona de sortida en els primers segons de la ronda, el menú s'obre i mostra totes les armes i peces d'equip amb els seus preus i els seus detalls el que permet als jugadors comprar el que necessiten. La finestra de resultats (tab) mostra tots els jugadors, amics i enemics, la classificació basada en el seu nombre de frags i les morts a més del ping dels jugadors. Hi ha molts altres menús els que serveixen per canviar d'equip, d'aparença, etc.

### Mapes i maneres de competició
A Counter-Strike hi ha quatre situacions variables segons el mapa. Les condicions de victòria dels dos equips són diferents i canvien segons la situació. Les dues situacions més jugades són l'activació i la seva possible desactivació de bombes i l'alliberament d'ostatges. En el primer, l'objectiu, els terroristes han de col·locar una bomba en una de les dues zones definides (zona A o zona B) i el dels antiterroristes és desactivar la bomba o impedir la seva activació. Aquesta esclata al cap de 45 segons donant la victòria immediata als terroristes. La bomba s'assigna a un terrorista aleatòriament al principi de cada ronda i els antiterroristes poden comprar un equip de desactivació que redueix a una meitat el temps necessari per a la desactivació. L'explosió mata o danya tots els que siguin dins de l'abast danyós d'aquesta. En cas que els antiterroristes hagin matat a tots els terroristes i aquests ja hagin plantat la bomba els antiterroristes no guanyaran per eliminació de contraris i hauran de desactivar la bomba obligatòriament abans que exploti o perdran. Quant a la manera d'alliberament d'ostatges l'objectiu dels antiterroristes és trobar a un grup d'ostatges protegits pels terroristes i alliberar-los. Els terroristes per la seva part guanyen la ronda eliminant a tots els antiterroristes i evitant el rescat dels ostatges. El grup d'ostatges es col·loca al lloc inicial dels terroristes.
Les situacions restants són assassinat i escapada. En el primer un dels membres de l'equip antiterrorista pren aleatòriament el lloc d'un Vip sent el principal objectiu dels antiterroristes salvaguardar la vida d'aquest personatge fins a una zona definida del mapa. Si els terroristes eliminen el Vip els antiterroristes perden la ronda. El Vip és únic i la seva aparença no s'assembla a cap dels altres personatges pel que és fàcilment localitzable pels terroristes. El Vip disposa d'una pistola i un ganivet, d'una armilla antibales i de 200 punts d'armadura,100 més que un altre jugador i d'un casc, però no podrà comprar ni recollir cap arma o equipament (excepte escuts tàctics). Quant al mode d'escapada, els terroristes defensen i els antiterroristes ataquen. En aquests mapes els terroristes han d'escapar per certs punts de sortida (variables segons el mapa) i els antiterroristes ho han d'evitar. Els terroristes no podran comprar armes, sol recollir les que estan escampades per certs punts del mapa. Si almenys un 50% de l'equip triomfa en fugir l'equip terrorista guanya la ronda.
A més d'aquests quatre tipus de mapes existeixen altres nombrosos mapes creats pels jugadors que tenen la possibilitat de crear els seus mapes gràcies al Valve Hammer Editor, existeixen vint-i-dos mapes oficials realitzats pels desenvolupadors del joc: as_oilrig, cs_747, cs_assault, cs_backalley, cs_estate, cs_havana, cs_italy, cs_militia, cs_office, cs_siege, de_airstrip, de_aztec, de_cbble, de_château, de_dust, de_dust2, de_inferno, de_nuke, de_piranesi, de_prodigy, de_storm, de_survivor, de_torn, de_train i de_vertigo. Aquests mapes es destaquen pels seus costats tàctics i assíduament estudiats així com el perfecte equilibri entre els dos camps de joc.

### Personatges
A Counter-Strike hi ha vuit personatges jugables, distribuïts a dos bàndols: els terroristes (T) i els antiterroristes (Ct). Els quatre tipus d'antiterroristes són la còpia de grups d'intervenció i de forces especials coneguts i pertanyent cada un a una nació, mentre que cap dels terroristes no són de grups reals que existeixen o que van existir. Els personatges no es diferencien per cap característica, facultat o talent (no es parla doncs de classe de personatge), sinó només sobre la seva història i aparença. Cada personatge té una diferent forma de vestir (skin més comunament anomenat), adaptant-ne més o menys al paisatge del joc.
En el camp dels antiterroristes el jugador pot elegir entre els quatre grups: el Groupe d'Intervention de la Gendarmerie Nationale (GIGN); la Special Air Service (SAS); els Seal Team 6 i el Gsg 9.
Per la seva part, el camp dels terroristes està constituït per quatre grups ficticis: Els L337 Krew, els Artic Avengers, els Guerrilla Warfare i els Phoenix Connexion.
A Counter-Strike hi ha també un altre grup de personatges que apareixen només en una situació són els ostatges que són personatges als quals els antiterrorista han de rescatar-los als mapes de tipus "cs_" a fi de poder guanyar i aconseguir diners. Són en general quatre i aquests estan controlats pel servidor o la computadora.

### Armes i equipament

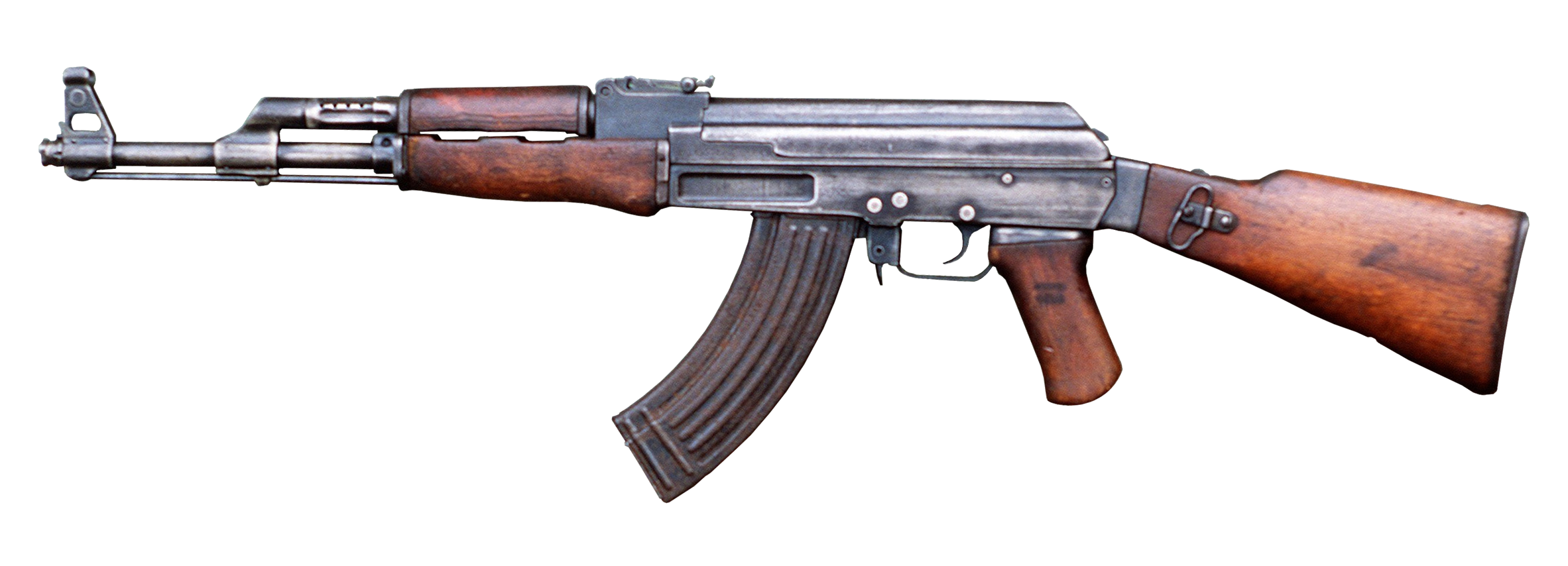
L'Ak-47; només disponible per als terroristes.

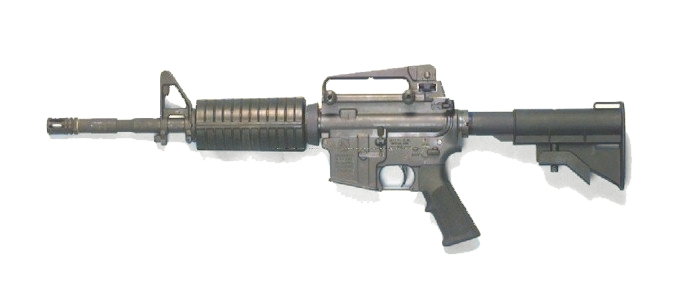
La M4A1 només disponible per als antiterroristes.

A Counter-Strike les armes es distribueixen en cinc categories: armes principals (subfusells, metralladores, escopetes, fusells i rifles), armes secundàries pistole), armes cos a cos ganivets, granades (de fum, explosives o cagadores) i en alguns escenaris, bombes (C-4). Algunes armes disposen d'una funció especial o també la possibilitat de modificar el mètode de tret de ràfega a semiautomàtica pressionant el botó dret de mouse. Algunes armes no estan disponibles per al jugador a certs mapes o modes de joc. Al menú de compra les armes mostren diferents qualitats: la velocitat de tret, la potència de tret, la precisió, el retrocés, el pes i el preu de compra. El perfil i el preu de compra de cada arma són diferents, permetent l'equilibri del joc en general i garantint que les armes escasses siguin també atractives. El preu de les armes en Counter-Strike 1.6 és fix, mentre que en Counter-Strike: Source, aquests varien cada setmana en funció de les compres efectuades pels jugadors la setmana anterior, accentuant el realisme del joc en l'oferta i de la demanda.
Les armes del joc estan basades en armes reals, a les quals Valve va assignar noms ficticis a causa dels drets d'autor sobre aquestes. Tanmateix aquests noms continuen sent pròxims als originals: Per exemple el Sig Sg-552 és anomenada Krieg 552, la Colt M4A1 se l'anomena Maverick M4A1, i Cv-47 Kalashnikov (AK-47).

## Desenvolupament
Després de la sortida de Quake 2 va aparèixer un mod anomenat Action Quake 2. Minh Le, més conegut pel malnom de Gooseman treballava en l'equip com a modelador 3D posant a punt particularment els personatges. Per la seva part Jess Cliffe s'incorporà oficialment a l'equip el 1998 per participar en la creació de mapes. Sent així com els dos dissenyadors es van conèixer.
Minh Le va tenir llavors el desig de crear el seu propi mod, barrejant armes, objectes i antiterrorisme en un joc en línia amb l'únic propòsit de divertir la comunitat gratuïtament. Aquest exposa la seva idea a Jess Cliffe que encantat s'incorpora inicialment com a administrador de web. Aquest últim és qui li va posar en el joc el nom de Counter-Strike. En el mateix moment en què van iniciar el projecte hi havia sortia un nou joc: Half-Life, el qual permetia la creació de mapes, decorats, personatges, etc.; per la qual cosa van decidir fer la modificació partint d'aquest joc.
El desenvolupament del joc va començar sense pressupost però amb un motor de joc proporcionat gratuïtament, el Goldsrc. En el seu temps lliure Minh Le s'ocupava de la modelització i la programació mentre que Jess Cliffe s'encarregava del 2D, els sons, el programa d'instal·lació i del lloc d'Internet que va permetre al mod fer-se conèixer. Alguns mapers del Team Fortress Classic van realitzar els mapes del joc a més de Minh Le així com la comunitat de fans que es va formar progressivament entorn del joc.
El primer beta del mod va sortir el 19 de juny de 1999. El joc llavors va començar a ser molt conegut en Internet. Els dos dissenyadors van estar molt a l'escolta dels jugadors i van corregir molt ràpidament tots els bugs informats afegint alhora al joc les funcionalitats que aquests els demanaven. Les versions del joc de vegades no duraven ni una setmana abans de ser actualitzades. En aquesta època el mod ja havia collit èxit sent el més jugat en línia deixan enrere grans jocs comercials com Quake 3 i Unreal Tournament.
Llavors van arribar els editors del Half-Life; Valve que havien proposat adquirir els drets del joc, Minh Le i Jess Cliffe van acceptar sent reclutats com programadors i dissenyadors de joc. La versió final, la 1.0 va sortir el 8 de novembre de 2000 sota el nom de Half-Life: Counter-Strike. El joc continuava sent gratuït, però requeria una versió original del Half-Life.
Les partides online de Counter-Strike a Internet funcionaven amb el servei WON, que es va tancar el 2004 amb l'arribada de la versió 1.6 del joc va forçar als jugadors a passar sobre la plataforma Steam. No obstant això, davant d'aquesta obligació que implicava nombroses comunicacions publicitàries alguns jugadors van crear el seu propi servei, anomenat WON2. Qualsevol que sigui el mitjà de connexió Counter-Strike, reuneix una de les comunitats de jugadors del món de tota nacionalitat.
Des del pas a la plataforma Steam és possible comprar i descarregar el joc per 7,99 euros. Malgrat els anys que van passan Valve continua fins i tot traient actualitzacions per al joc: l'última actualització correspon al 19 de maig de 2009.

## Crítica
La premsa va acollir molt bé Counter-Strike. Els periodistes qualifiquen la seva jugabilitat d'excel·lent i destaquen que la realització és més que correcta per a un simple mod. Observen també les nombroses armes i les situacions diversificades. Les qualitats gràfiques i sonores del joc sense ser excepcionals són convenients per a l'època en què es va concebre a més aplaudeixen a la gratuïtat del joc i èxit obtingut davant dels jugadors i entre servidors disponibles. Encara que també critiquen alguns bugs a la sortida del joc i les parts de vegades monòtones del joc.
Counter-Strike va adquirir també diverses crítiques i premis cronològicament a través del temps:
- El millor joc online(2000) - Gaming Age[17]
- Joc d'acció de l'any(2000) - Gamepen.com[18]
- Joc d'acció de l'any(2000) - Actiontrip.com[18]
- Joc Online de l'any (2000) - Gamespot Uk And Us[18]
- Premi Especial per a jocs online (2000) - Gamespy.com[18]
- Joc d'acció de l'any (2000) - Gamespot Us, Choix dans lecteurs[18]
- Joc de l'any (2000) - VoodooExtreme, Choix dans lecteurs[18]
- El Millor Multiplayer (2000) - Electronic Playground[18]
- Joc revolucionari per Pc(2000) - Game Revolution[18]
- El Millor Joc Online (2000) - Game Revolution[18]
- Joc Online de l'any (2000) - Computer Games[18]
- Joc Online de l'any (2000) - Gamers.com[18]
- Millor Joc Online (2001) - Game Developer Spotlight Awards[18]
- Assoliment especial (2001) - Game Developer Spotlight Awards[18]
- Joc Innovador (2001) - Game Developers Choice Awards[19]
- Premi a l'estudi Novell (2001) - Game Developers Choice Awards[20]
- Lloc 29 entre els 50 millors jocs de tots els temps (2001) - Gamespy[21]
- Lloc 83 entre els 100 millors jocs de tots els temps (2003) - Ign[22]
- Lloc 49 entre els millors jocs de tots els temps (2005) - GameFaq's[23]
- Lloc 71 entre els millors jocs de tots els temps (2005) - Ign[24]
- Lloc 12 entre els millors Fps de tots els temps  ' (2007) - NoFrag[25]
- Lloc 4 entre els 10 Millors Fps de la història - Terra[26]

## Èxit i influència
A partir de la sortida de la seva primera beta el 1999, Counter-Strike es va convertir en el joc d'acció en primera persona online de referència. És encara, deu anys després de la seva sortida, el joc més jugat en LAN i Internet.
La primera raó d'aquest èxit està en el joc original, Half-life. Basat en una versió modificada del motor del joc Quake, motor desenvolupat per Id Software i llançat al mercat el novembre de 1998. Les vendes del joc esclaten i la comunitat de jugadors augmenta molt ràpidament. El joc troba així l'èxit després de dos anys de desenvolupament i successius anuncis. A continuació arriba un nou mod amb el nom de Counter-Strike, gratuït per a tots els que posseïdors una còpia del Half-life ja sigui original o pirata. Així doncs el joc es dona fàcilment a conèixer. Després, el preu del Half-life va baixar, tornant ell accessible a més persones. La segona raó del seu èxit resideix en la configuració mínima requerida per poder jugar el joc que fins i tot en la seva època ja era una mica bàsica. La tercera raó de l'èxit procedeix dels simples principis del joc, ja que les rondes són ràpides i no demanen gaire temps lliure, la qual cosa s'adapta perfectament a les sales de jocs en xarxa i cibercafès, on per una suma moderada els jugadors es reuneixen algunes hores entre amics per jugar a Counter-Strike. L'última raó de l'èxit de Counter-Strike va ser l'explosió dels subscriptors ADSL al món i en particular a Europa en els anys 2000, cosa que va suposar l'arribada massiva de nous internautes, la qual cosa indueix potencialment a l'aparició de més jugadors en línia així com al creixement de la comunitat del joc.
A partir del 2001 el joc comptabilitzava 9.000 servidors a Internet. El 2007 Gamespy comptabilitza 85.000 jugadors connectats simultàniament qualsevol sigui l'hora, la mesura el que representa un 35% dels jugadors dels jocs d'acción en primera persona a Internet. Després Gamespy sumant totes les versions de Counter-Strike (Cs1.6, Cs:Cz i Cs:S) compatibilitzà al voltant de 167.471 jugadors, la qual cosa representa un 67% dels jugadors dels jocs d'acción en primera persona d'Internet. Actualment gràcies a les estadístiques proporcionades per Steam se sap que el nombre de jugadors oscil·la contínuament entre 150.000 i 300.000 al dia i 3 milions de jugadors al mes, mentre que el nombre de servidors varia entre 100.000 i 150.000. Una altra raó del renom del joc és que un jugador sempre pot estar segur que trobarà una altra persona amb qui jugar.
Counter-Strike va influir sobre altres mods com Urban Terror, mods de Quake III Arena o Tactical Ops: Assault on Terror, mods d'Unreal Tournament així com verdaders jocs com Global Operations o Soldier of Fortune II: Double Helix.
El joc també es va convertir en un verdader fenomen cultural, webcómics com Concerned i de nombrosos vídeos com els de Pure Pwnage van aparèixer també a Internet fent referència al joc a mesura que aquest creixia en èxit. També existeix marxandatge com ara: joguines, calcomanies, samarreta, pòsters, etc. El joc també ha estat inspiració per a moltes obres cinematogràfiques. Ha causat en moltes persones una forma d'addicció coneguda com a ludopatia que consisteix bàsicament en la incontrolable necessitat de jugar.

## E-Sport

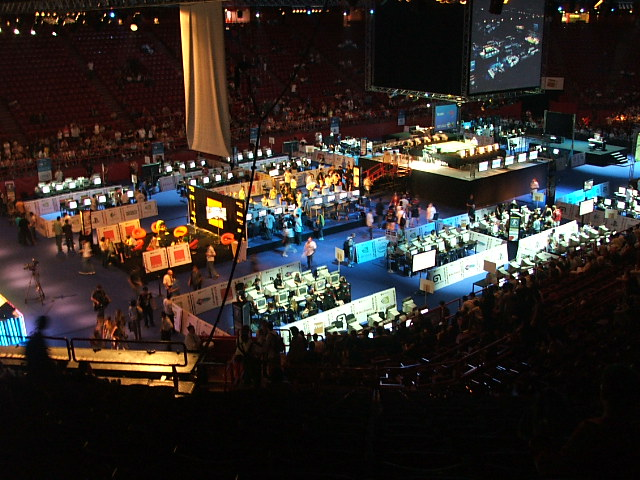
L'Electronic Sports World Cup de l'any 2006.

Counter-Strike és un motor de l'esport electrònic junt amb Quake i StarCraft. Agrupa diversos aspectes de l'esperit esportista: treball d'equip, competència, igualtat d'oportunitats i amb el seu èxit és lògic que el joc hagi donat a un gran nombre de jugadors el desig de competir. Així doncs des de fa diversos anys equips o clans que neixen a Internet compostos en general de cinc jugadors a fi d'enfrontar-se. Aquests equips es desenvolupen realment com a tals amb instructors, caps i patrocinadors. A partir de 2001 a Escandinàvia, Alemanya, Països Baixos, a Anglaterra i França van aparèixer els primers equips professionals que recorren el continent europeu per disputar torneigs patrocinats per grans empreses. El fenomen també ha arribat als Estats Units on es van realitzar els primers torneigs amb grans premis (150.000 $ al vencedor). Així és com es van començar a formar les associacions per reunir els jugadors professionals i afavorir l'aparició de l'esport electrònic. Hi ha així diverses lligues professionals en línia que suporten el joc com la Cyberathlete Amateur League (CAL) o la CyberEvolution. Grans competicions tenen lloc als Estats Units, Europa i Àsia com la Cyberathlete Professional League (CPL), l'Electronic Sports World Cup (ESWC), la World e-Sports Games (WEG) i la World Cyber Games (WCG). De vegades fins i tot es retransmeten els partits d'aquests campionats i es comenten a la televisió.
En aquests torneigs s'utilitzen sol els mapes de tipus "de_". Els mapes jugats varien de competició en competició, però els cinc principals són de_dust2, de_train, de_inferno, de_cbble i de_nuke. Per tornar les partides més dinàmiques les rondes duren com a màxim 2 minuts.
Counter-Strike és en el 2009, encara un dels jocs més jugats d'acció en primera persona en les competicions internacionals. El seu principal remake el Counter-Strike: Source no es va arribar a imposar en els grans equips i clans la qual cosa és un problema, ja que els organitzadors d'aquestes competicions tenen cada vegada més dificultat en a trobar patrocinadors enmig de la informàtica a causa que Counter-Strike 1.6 data de 1999 i funciona sobre configuracions poc potents el que atreu cada vegada menys nous jugadors.

## Altres versions
Valve va aprofitar de l'èxit de Counter-Strike 1.6 per ampliar el seu grup d'experts de jocs, sent una de les primeres conseqüències la realització d'una versió per a Xbox llançada el 5 de desembre de 2003 per seixanta euros la qual és idèntica a la versió de PC. El joc té dues maneres de joc, un d'ells és el d'un jugador en el qual juga amb bots i l'altra manera és el multijugador en qui poden jugar fins a 16 persones a través de Xbox Live. Aquest joc va ser criticat per la premsa per no aprofitar les capacitats tecnològiques més avançades de la consola que la dels ordinadors de 1999.
Arran de les crítiques de Counter-Strike en la seva versió de Xbox, Valve es va emprendre a realitzar una nova versió per a PC amb el nom de Counter-Strike: Condition Zero o (Cs: Cz). Els editors desitjaven proporcionar al jugador un mètode digne sol del seu joc. Van recórrer a diversos estudis per acabar el treball. Ja que el contingut començat pel primer estudi: Rogue Entertainment, passa a les mans del segon: Gearbox Software, amb els qui van tenir problemes pel que van elegir un tercer estudi: Ritual Entertainment, on també hi va haver problemes per la qual cosa van recórrer finalment a un quart estudi: Turtle Rock Estudios. Així la seva sortida que s'anunciava inicialment per a 2002finalment va ser al 26 de març del 2004. El joc proposa en la manera d'un jugador prendre el paper d'un antiterrorista, acompanyat de quatre companys on l'objectiu és realitzar algunes missions davant de cinc terroristes sobre els mapes de Counter-Strike 1.6. La intel·ligència artificial va ser millorada, sent aquesta vegada més eficaç; també es van incloure noves armes (llançamíssils, còctels molotov) i de desenes de skins. La manera multijugador per la seva part és la còpia del joc original. Els gràfics i la física del motor Goldsrc van estar molt per sota d'altres jocs en el moment de la seva sortida pel que la premsa i els jugadors van tornar a criticar Valve.
Després dels dos últims fracassos Valve treu una nova versió del joc, el Counter-Strike: Source (o Cs: S), llançat el 7 d'octubre de 2004. El joc es basa en el motor Source, el motor de Half-Life 2. Els gràfics van ser millorats notablement així com les interaccions amb els objectes gràcies al motor físic. El joc guanya així en realisme i nivell gràfic a les produccions actuals en la seva data del seu llançament. El funcionament del joc es va modificar però continua sent bàsicament molt proper a versions anteriors. Counter-Strike: Source s'embeni conjuntament amb el joc Half-Life 2 i també en una versió estand-alone, venuda amb Half-Life 2: Deathmatch i Day of Defeat: Source per trenta euros. Malgrat els canvis aparents, aquesta nova versió no substitueix l'antic Counter-Strike. Conseqüència del rebuig per part de nombrosos jugadors a causa de la necessitat de tenir una bona Computadora per poder jugar. Alguns jugadors critiquen que el joc, en favor dels seus gràfics, va perdre la jugabilitat que el caracteritzava. Aquest públic descontent es pot veure en nombroses estadístiques, ja que el joc original té sempre un 40% de les participacions de jugadors de jocs d'acció en primera persona, seguit de Counter-Strike: Source amb el 29%.
Davant d'aquesta crítica, un grup de desenvolupadors aliens a Valve van començar el desenvolupament d'un mod de Counter-Strike: Source; el Cs Promod, que promet la jugabilidad de Counter-Strike 1.6 conservant alhora el motor gràfic de Counter-Strike: Source.

## Entorn del joc

### Publicitat en el joc
La publicitat en el joc o avisos in-game, està actualment en ple creixement en particular als Estats Units on dos terços dels homes nord-americans de 14 a 34 anys juguen a consoles i PCs. Aquesta forma de publicitat ha generat un ingrés en 80 milions de dòlars. A començaments de 2007 es va indicar una audiència de cinc mil milions de minuts de joc al mes és a dir més que alguns programes de televisió; els anuncis que apareixen sobre els mapes de joc de Counter-Strike-Strike, incorporats al decorat lluen com verdaders cartells publicitaris. Aquests anuncis estan a càrrec de la societat Iga Worldwide amb la qual Valve va firmar un contracte a finals de 2006 per ocupar-se en principi de la publicitat en Battlefield 2142. El principi d'aquests "cartells" dinàmics és que poden substituir-se en qualsevol moment, la qual cosa és important, ja que les parts del joc allotjats en servidors es desenvolupen en Internet pel que canvien regularment i s'adapten al públic (la publicitat estarà en espanyol si es configura Steam correctament).
Aquests anuncis van aixecar vives reaccions, donant-se proves, en particular, en forma de peticions en línia o missatges de descontentament als fòrums oficials. Però aquesta publicitat és més aviat discreta i no elogien productes i serveis vinculats al joc (Steam o la Cyberathlete Professional League), la majoria dels jugadors això no els preocupa realment.

### Programes de tercers
La gran comunitat obliga a la realització nombrosos programes de tercers. I encara que Counter-Strike es juga principalment a la xarxa i a amb programes d'intel·ligència artificial bots comunament anomenats es va desenvolupar per simular el comportament de jugadors permetent així poder jugar sols. Els desenvolupadors d'aquests programes es basen en algoritmes perfeccionats com la xarxa neuronal artificial. Desgraciadament, aquests bots no representen tàcticament (i sobretot estratègicament) un gran rival. En canvi poden ser una bona impulsió per a un principiant.
Existeixen també programes il·legals com els cheats. Aquests són programes externs que tenen per objecte donar al jugador un avantatge que els altres no tenen, generalment d'una manera no prevista pel joc original. Aquests programes permeten veure a través de les parets (wallhack), disparar directament el cap (aimbot), córrer més ràpidament (speedhack), veure els adversaris sobre el radar (radarhack) i d'indicar diferent informació sobre els enemics (Esp hacks) com el seu nom, les seves armes, la seva distància, la seva munició, etc. Valve va establir un programa anti-Cheats anomenat Valve anti-Cheat (Vac) que permet expulsar els jugadors que utilitzen cheats, els que són perceptibles sobre Half-Life i els seus mods. Les actualitzacions són fetes per Valve per impedir el funcionament dels cheats però aquests molt sovint es reprogramen de nou. També n'existeixen d'altres programa anti-Cheats els quals són desenvolupats per tercers, entre els quals es troben Cheating-Death i sXe-Injected el qual és molt utilitzat a Sud-amèrica i algunes parts d'Europa, però presenta el problema que sol funciona sota plataformes de 32 bits.
Un altre tipus de programes són els destinats a la millora dels servidors de joc. Milloren l'administració d'un servidor i la jugabilidad del joc o l'addició de so, estadístiques instantània i de configuracions per als torneigs. AMX un dels sistemes més utilitzats per a la gestió d'un servidor; ja que conté un gran nombre de plugins facilitant la gestió dels servidors, permetent l'addició de nous mètodes de joc i estadístiques, etc.